# 디터 할러포르덴
디터 할러포르덴(독일어: Dieter Hallervorden, 1935년 9월 5일~)은 독일의 배우, 성우, 가수, 각본가, 방송인, 영화 감독이다.

## 작품 목록

### 영화
- 락 마이 하트 (2017년)
- 로빈슨 크루소 (2016년)
- 머리에 꿀 (2014년)
- 자인 렛체스 렌넨 (2013년)
- 걸 앤 데스 (2012년)